# 統一革命党事件

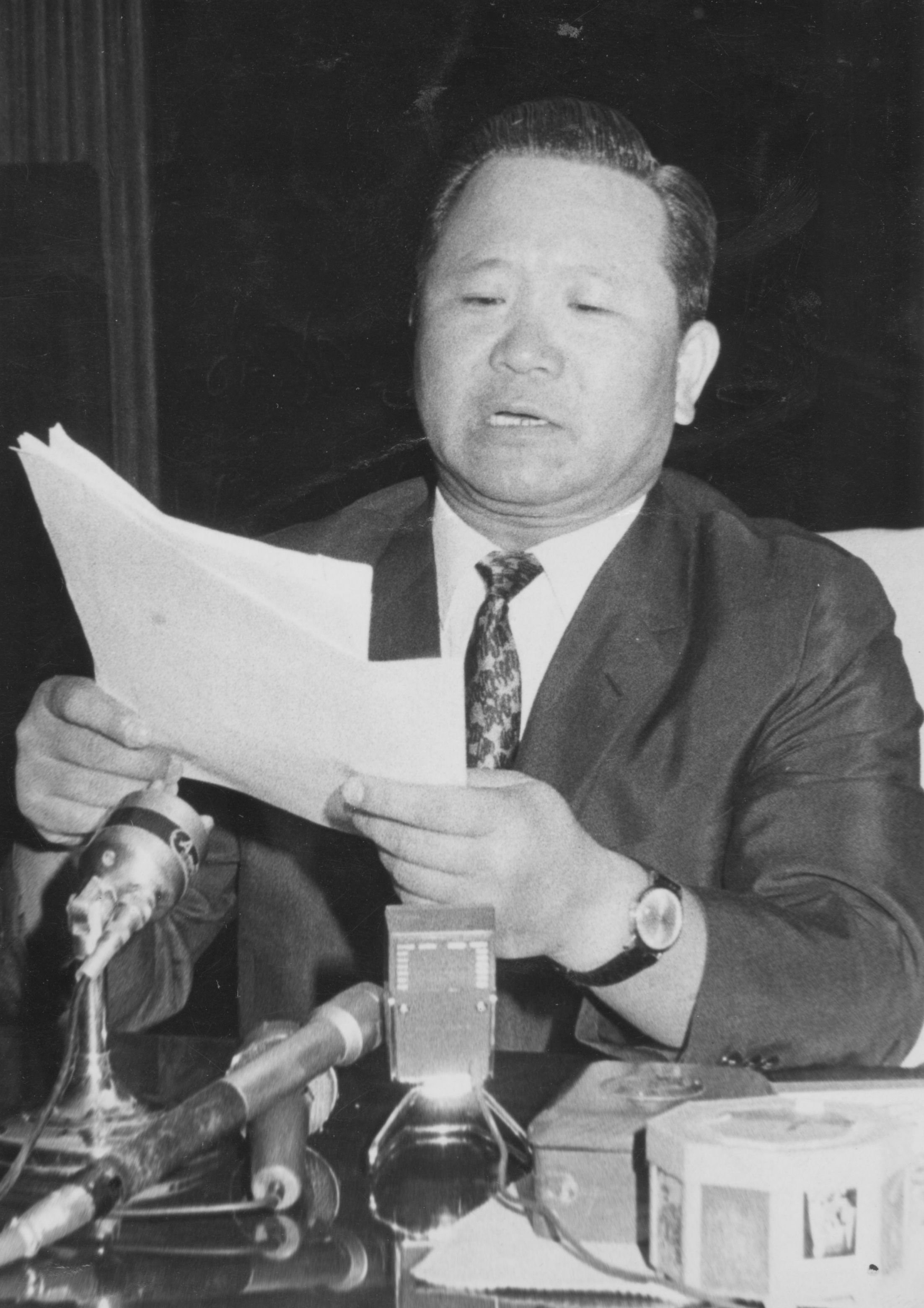
事件の概要を発表するKCIAの金炯旭長官（1968年8月27日）。

統一革命党事件（とういつかくめいとうじけん）は、朴正煕政権（第三共和国）下の韓国において、金鍾泰が組織した地下組織の「統一革命党」を韓国中央情報部（KCIA）が摘発した事件。韓国では1960年代で最大の公安事件とされている。

## 概要
1968年8月24日、韓国中央情報部（KCIA）は韓国国内で地下組織である「統一革命党」の結成に関わった人物の検挙を発表し、容疑者達が行った事件の概要を公表した。それによれば、金鍾泰は北朝鮮から指示と資金提供を受けて革命組織「統一革命党」を結成し、主にソウル大学校に浸透工作をしかけて同大学のサークル「経済福祉会」を中心とする運動組織を構成していた。摘発の過程で、韓国当局は武装工作船1隻、ゴムボート1隻、トランシーバー7台、サブマシンガン12丁、手榴弾7個、無反動砲1丁、拳銃7錠と実弾140発、12.7センチ高角砲1丁、重機関銃1丁、レーダー1台とラジオ受信機6台、及び多額のアメリカ合衆国ドルと日本円等を押収した。また、最終的に158人が韓国当局に検挙され、73人が起訴された。
裁判の結果、金鍾泰ら主犯格の4人には1969年9月23日までに死刑が宣告された。また、ソウル大でサークル「経済福祉会」を中心的に指導していた元韓国陸軍士官学校教官の申栄福は最終的に無期懲役となり、思想転向を経て1989年に出所している。この事件の影響で、韓国では革新政党に対する見方が厳しくなり、朴正煕政権の独裁強化（第四共和国樹立）も相まって社会の保守化が進んでいった。また、統一革命党は大法院の判決で「反国家団体」と認定されたため、韓国国内で統一革命党を再結成しようとする行為は国家保安法違反で取り締まりの対象となっている。

## その後
本事件の摘発後、KCIAは韓国国内で統一革命党の関係者による活動を確認していない。だが、北朝鮮の朝鮮労働党統一戦線部は対南工作の一環として統一革命党が実在するかのように行動しており、韓国向け地下放送である救国の声放送の名称を一時期「統一革命党の声放送」（1970年6月～1985年8月）としていた他、2000年代以降はインターネット上で「統一革命党の後身組織」と主張する反帝民族民主戦線のウェブページを運営している。また、北朝鮮政府は本事件で命を落とした金鍾泰の「功績」を評価し、平壌の鉄道車両製造所に彼の名を冠して「金鍾泰電気機関車連合企業所」と名付けている。